# Duyên phận
Duyên phận là một khái niệm trong văn hóa Việt Nam và các nước phương Đông, mô tả những dịp may và vận rủi, cũng như những mối quan hệ tiềm năng. Nó có thể được so sánh với khái niệm nghiệp trong Phật giáo.